# Wejsuny

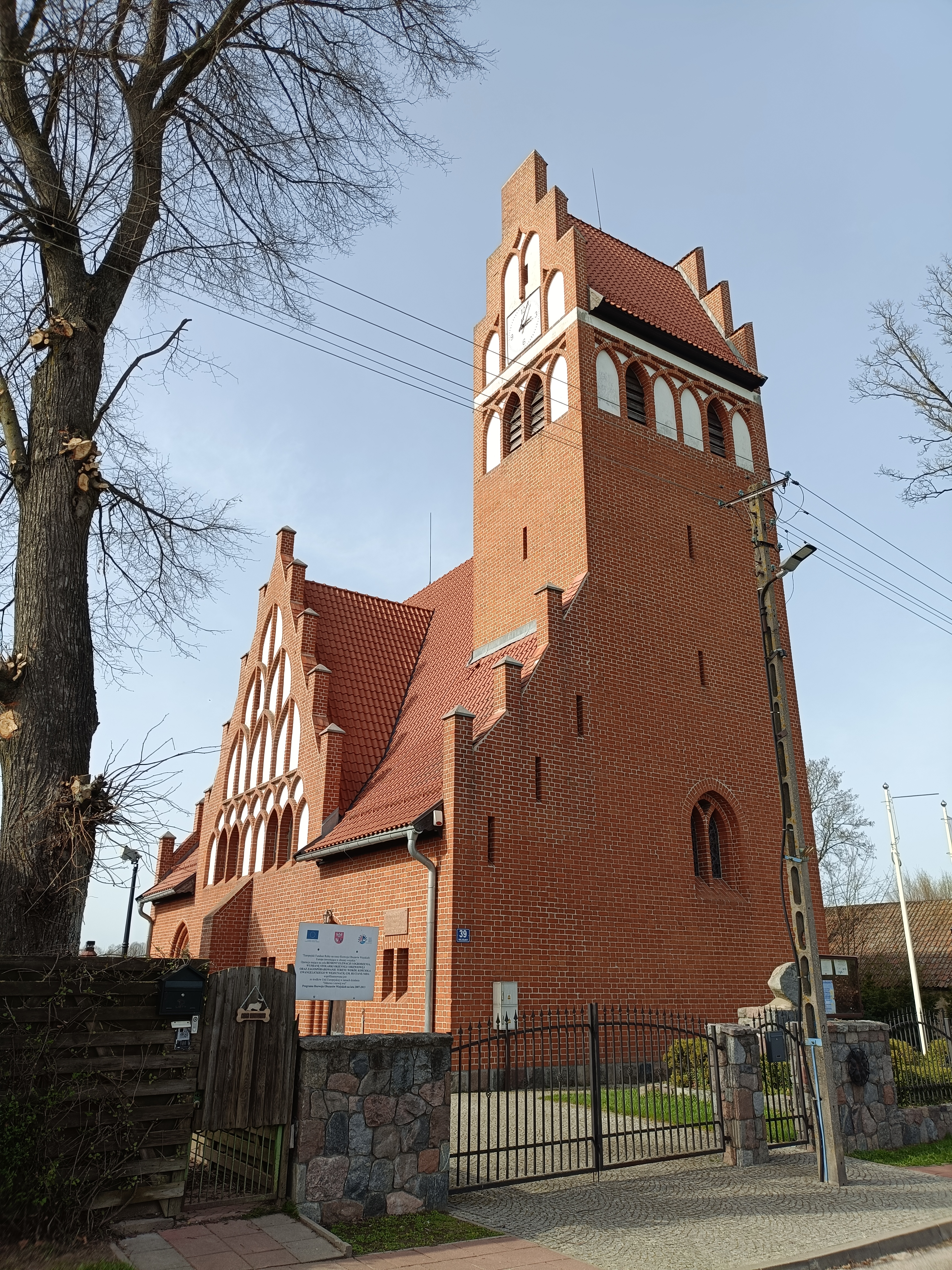
Kościół ewangelicki w wiosce Wejsuny

Wejsuny (niem. Weissuhnen) – wieś w Polsce położona w województwie warmińsko-mazurskim, w powiecie piskim, w gminie Ruciane-Nida, nad jeziorami Wejsunek i Warnołty.
Wieś stanowi sołectwo Wejsuny,
Do 1954 roku siedziba gminy Wejsuny. W latach 1954–1972 wieś należała i była siedzibą władz gromady Wejsuny. W latach 1975–1998 miejscowość administracyjnie należała do województwa suwalskiego.
Wieś założona w 1763 r. Obecnie znajduje się tu neogotycki kościół ewangelicki z 1898 r. oraz drewniane chaty mazurskie z końca XIX i początku XX w. Największą atrakcją turystyczną jest regionalna Izba Mazurska założona w latach 70. przez Eugeniusza Bielawskiego. Przechowywane są w niej liczne zabytki mazurskiego rękodzielnictwa, pochodzące głównie z XIX w. Znajduje się tu także stanowisko archeologiczne, z którego pochodzi tzw. baba kamienna – obecnie w Piszu.
Przed 1 stycznia 2011 r. w gminie Ruciane-Nida istniała też miejscowość typu leśniczówka o nazwie Wejsuny, zmieniono jej nazwę i typ na osada Wejsuny-Leśniczówka.